# Tegeltjeswijsheid

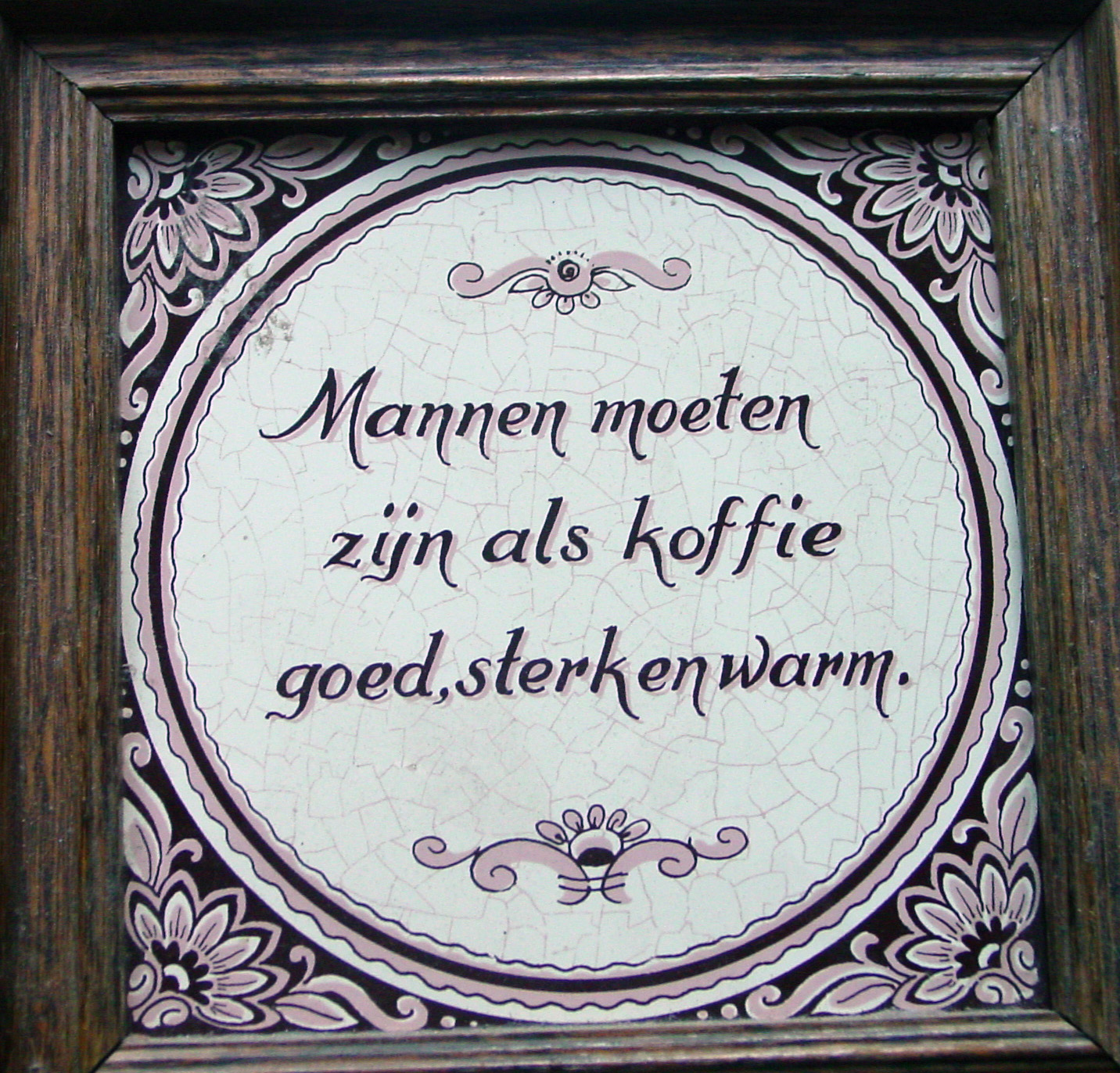
Roze tegelwijsheid van voor de tweede feministische golf

Een tegeltjeswijsheid is een clichématige levenswijsheid zoals die wel op wandtegels wordt aangetroffen. Vaak worden Delfts blauwe tegeltjes gebruikt met een afbeelding erbij.